# 観斎一揮
観斎 一揮（かんさい いっき、生没年不詳）とは、江戸時代の浮世絵師。

## 来歴
師系・経歴不明。熊本県立美術館所蔵の「提灯花魁図」（絹本着色）に「觀斎一揮」の落款と「觀斎」の白文方印、「一揮」の朱文方印があり、この絵の作者とされている。「觀斎一揮」の作はこのほかには知られず、鳥文斎栄之の画系ともいわれているが定かではない。寛政から享和の頃の作といわれる。